# Хаветофт
Хаветофт (нем. Havetoft) — община в Германии, в земле Шлезвиг-Гольштейн. 
Входит в состав района Шлезвиг-Фленсбург. Подчиняется управлению Зюдангельн.  Население составляет 881 человек (на 31 декабря 2010 года). Занимает площадь 14,53 км².